# Santana do Maranhão
Santana do Maranhão é um município brasileiro do estado do Maranhão. Sua população estimada em 2018 foi de 13.223 habitantes.

## História
Foi criado pela Lei nº 6.176, de 10 de novembro de 1994, o município de Santana do Maranhão, com sede no povoado Santana, a ser desmembrado do município de São Bernardo, subordinado à Comarca de São Bernardo.
O município de Santana do Maranhão limita-se ao norte com os municípios de Paulino Neves e Tutóia; a Leste com de São Bernardo; a oeste com o de Barreirinhas e ao Sul com os municípios de São Bernardo e Santa Quitéria.
Elevado à categoria de município e distrito com a denominação de Santana do Maranhão, pela Lei Estadual nº 6176, de 10-11-1994.
Desmembrado de São Bernardo.
Sede no atual distrito de Santana do Maranhão (ex-localidade de Santana).
Constituído do distrito sede.
Instalado em 01-01-1997.
Em divisão territorial datada de 2001, o município é constituído do distrito sede.
Assim permanecendo em divisão territorial datada de 2007.

## Geografia
O município de Santana do Maranhão possui uma extensão territorial de 932,030 quilômetros quadrados, ocupando a 108 posição entre os 217 municípios maranhenses em termos de área.

### Demografia
Segundo dados do Censo Demográfico de 2022, Santana do Maranhão contava com 10.567 habitantes, resultando em uma densidade populacional de aproximadamente 11,34 habitante por quilômetro quadrado. No contexto estadual, o município ocupava a 163 posição em número de habitantes e a 163 em densidade demográfica comparando-se com outros municípios do estado do Maranhão. A estimativa populacional para o ano de 2024 era de 10.777 habitantes.

### Educação
Em 2010, a taxa de escolarização de crianças entre 6 e 14 anos em Santana do Maranhão era de 95,8 %, colocando o município na 152 colocação entre os 217 do estado. Quanto ao Índice de Desenvolvimento da Educação Básica (IDEB) referente ao ano de 2023, os anos iniciais do ensino fundamental na rede pública apresentaram índice de 5,6 enquanto os anos finais atingiram 5,1.
| Taxa de escolarização de 6 a 14 anos de idade [2010]             | 95,8 %           |
| IDEB – Anos iniciais do ensino fundamental (Rede pública) [2023] | 5,6              |
| IDEB – Anos finais do ensino fundamental (Rede pública) [2023]   | 5,1              |
| Matrículas no ensino fundamental [2023]                          | 1.447 matrículas |
| Matrículas no ensino médio [2023]                                | 329 matrículas   |
| Docentes no ensino fundamental [2023]                            | 107 docentes     |
| Docentes no ensino médio [2023]                                  | 23 docentes      |
| Número de estabelecimentos de ensino fundamental [2023]          | 17 escolas       |
| Número de estabelecimentos de ensino médio [2023]                | 2 escolas        |

Fonte: IBGE

## Economia
Em 2021, o Produto Interno Bruto (PIB) per capita de Santana do Maranhão foi de R$ 5.407,66, valor que colocava o município na 217 posição entre os 217 do estado do Maranhão. Já em 2023, as receitas oriundas de fontes externas representavam 97,06 % do total arrecadado pelo município, o que o posicionava em 13 lugar no ranking estadual.
| PIB per capita [2021]                                                                           | 5.407,66 R$      |
| Índice de Desenvolvimento Humano Municipal (IDHM) [2010]                                        | 0,510            |
| Total de receitas brutas realizadas [2023]                                                      | 60.113.406,82 R$ |
| Transferências correntes (Percentual em relação às receitas correntes brutas realizadas) [2023] | 97,06 %          |
| Total de despesas brutas empenhadas [2023]                                                      | 53.284.818,80 R$ |

Fonte: IBGE
| Salário médio mensal dos trabalhadores formais [2022]                                             | 2,3 salários mínimos |
| Pessoal ocupado [2022]                                                                            | 548 pessoas          |
| População ocupada [2022]                                                                          | 5,19 %               |
| Percentual da população com rendimento nominal mensal per capita de até 1/2 salário mínimo [2010] | 58,8 %               |

Fonte: IBGE